# Галактичен свръхкуп
Галактичен свръхкуп е голяма група от по-малки галактични струпвания. Такива струпвания са най-големите познати структури в космоса. Млечният път е част от Местната галактична група (съдържаща над 54 галактики), която е част от свръхкупа Ланиакея. Този свръхкуп се разпростира на над 500 милиона светлинни години, докато Местната група обхваща 10 милиона светлинни години. Броят на свръхкуповете във видимата вселена е изчислен на около 10 милиона.

## Съществуване
Съществуването на свръхкупове сочи, че галактиките във вселената не са равномерно разпределени. Повечето от тях се привличат взаимно и образуват групи и купове, като групите съдържат до дузина галактики, докато куповете – хиляди галактики. Тези групи, купове и допълнителни изолирани галактики от своя страна образуват дори по-големи свръхкупове.
Тяхното съществуване за пръв път е предположено от Джордж Огдън Абел в неговия Абелов каталог на галактичните купове от 1958 г. Той ги нарича „купове от втори ред“ или купове от купове.
Свръхкуповете образуват масивни галактични структури, наречени галактични нишки, които могат да обхващат от няколко хиляди милиона светлинни години до 10 милиарда светлинни години, така покривайки над 5% от видимата вселена. Това са най-големите познати структури във вселената. Наблюденията на свръхкуповете могат да дадат информация относно първоначалните условия във вселената, когато тези свръхкупове са били създадени. Посоката на осите на въртене на галактиките в свръхкуповете могат да дадат сведения относно ранните процеси на образуване на галактики в космическата история.
Разпръснати сред свръхкуповете се намират големи космически празнини, където почти не се срещат галактики. Свръхкуповете често се подразделят на групи от купове.

## Списък със свръхкупове
| Галактичен свръхкуп | Данни                                  | Бележки |
| ------------------- | -------------------------------------- | --- |
| Ланиакея            | - z = 0,000 - Дължина = 500 милиона ly | Ланиакея е свръхкупът, който съдържа купа Дева, Местната група и, съответно, Млечния път. |
| Дева                | - z= 0,000 - Дължина = 110 милиона ly  | Съдържа Местната група с Млечния път. Съдържа и купа Дева близо до центъра си и понякога бива наричат Местен свръхкуп. Смята се, че съдържа над 47 000 галактики. През 2014 г. новообявеният свръхкуп Ланиакея включва в себе си свръхкупа Дева, който става част от новия свръхкуп.           |
| Хидра-Кентавър      |                                        | Съставен е от два дяла, понякога също считани за свръхкупове, а понякога и целият свръхкуп е наричан с някое от двете имена: - Свръхкуп Хидра - Свръхкуп Кентавър През 2014 г. новообявеният свръхкуп Ланиакея включва в себе си свръхкупа Хидра-Кентавър, който става част от новия свръхкуп. |
| Паво-Индус          |                                        | През 2014 г. новообявеният свръхкуп Ланиакея включва в себе си свръхкупа Паво-Индус, който става част от новия свръхкуп. |
| Южен                |                                        | Включва куповете Пещ, Дорадо и Еридан. |
| Сарасвати           | Дължина = 652 милиона ly               | Свръхкупът Сарасвати съдържа 43 масивни галактични купа и може да бъде забелязан в съзвездието Риби. |

### Близки свръхкупове
| Галактичен свръхкуп | Данни                                                              | Бележки |
| ------------------- | ------------------------------------------------------------------ | --- |
| Персей-Риби         |                                                                    | |
| Косите на Вероника  |                                                                    | Съставлява по-голямата част от центъра на галактичната нишка CfA2 Велика стена.                                          |
| Скулптор            |                                                                    | SCl 9 |
| Херкулес            |                                                                    | SCl 160 |
| Лъв                 |                                                                    | SCl 93 |
| Змиеносец           | - 17h 10m −22° - cz=8500 – 9000 km/s (в центъра) - 18 Mpc x 26 Mpc | Образувайки далечната стена на празнината Змиеносец, този свръхкуп може да бъде свързан в нишка с Паво-Индус и Херкулес. |
| Шейпли              | - z=0,046                                                          | Вторият открит свръхкуп след Местния.                                                                                    |